# Kurt von Bardeleben
Kurt Ludwig Carl Heinrich von Bardeleben, né le 24 avril 1796 à Rinau et mort le 13 février 1854 à Königsberg est un officier, fonctionnaire et homme politique prussien.

## Biographie
Bardeleben est né 24 avril 1796 dans le domaine de Rinau près de Königsberg en Prusse-Orientale, fils de Karl Alexander von Bardeleben (de), officier et propriétaire terrien. Après des études au collège Frédéric de Königsberg, il s'engage volontairement dans l'armée prussienne en 1813 et participe, en tant qu'officier dans le 2e régiment d'uhlans, à la campagne d'Allemagne, en particulier aux batailles de Dresde, Kulm et Leipzig. Par la suite, affecté au 3e régiment de cuirassiers, il prend part en 1815 aux batailles de Ligny et de Waterloo. En 1819, il se marie pour la première fois et, l'année suivante, quitte l'armée pour devenir propriétaire d'un domaine dans l'arrondissement d'Heiligenbeil. 
En 1832, Bardeleben s'installe dans un autre domaine à Nodems (de) près de Fischhausen dans l'arrondissement du même nom dont il devient l'administrateur (de) (Landrat) en 1837 et où il se remarie en 1839. Par ailleurs, Bardeleben s'investit en politique : membre du parlement provincial de Prusse de 1834 à 1847, il est interrogé par la police en 1847 en raison de son activité dans l'opposition. Peu après, il participe au Parlement uni prussien en 1847 et 1848, siégeant avec l'opposition libérale.
En outre, il prend part en 1848 à deux autres assemblées parlementaires. Élu député au Parlement de Francfort dans la 17e circonscription de la province de Prusse, représentant l'arrondissement de Königsberg-Campagne, il prend ses fonctions le 20 mai et adhère à la fraction Casino. Par ailleurs député de centre-droit à l'Assemblée nationale prussienne de mai à septembre 1848, il quitte le Parlement de Francfort le 13 novembre, remplacé par Wilhelm von Neitschütz. 
Bardeleben est ensuite membre de la Chambre des représentants de Prusse, où il rejoint les bancs de la gauche, de 1849 à 1852. Il abandonne alors sa fonction d'administrateur à Fischhausen pour prendre la direction de l'arrondissement de Strasbourg-en-Prusse-Occidentale (de) mais, en 1853, il est condamné à une amende de trente thalers pour avoir porté atteinte à l'honneur de la police et du président de district, à la suite de quoi il démissionne de la fonction publique. Peu après, il est à nouveau poursuivi en raison d'une dénonciation politique mais la procédure est interrompue par sa mort le 13 février 1854 à Königsberg, à 57 ans.

## Famille
Bardeleben épouse à Königsberg en 1819 Eveline Angelika Euphemia Ernestine (née von Auerswald) (1800-1845), une fille du haut président Hans Jakob von Auerswald. Le couple a deux enfants :
- Eveline Lydia Rebekka Albertine Dorothea (née le 20 avril 1820 et morte le 2 juin 1872), supérieure du couvent de la Madeleine ;
- Alfred Richard (né le 24 octobre 1821 et mort le 22 août 1896), directeur du Bureau littéraire, marié avec Anna Karoline Wilhelmy (1836-1903), parents de Curt von Bardeleben.

Après le décès de sa première femme, il épouse en 1839 Lydia Wilhelmine (née von Schön), la fille du haut président Theodor von Schön. Le couple a deux enfants :
- Agathe Amalie Dorothea (née le 24 août 1842), mariée en 1893 avec Roland von Brünneck-Bellschwitz (de) (1840-1918), chambellan ;
- Alice Auguste Malwine Johanne Anna Lydia (née le 1er août 1847).